# Prótesis impresas en 3D
Las prótesis impresas en 3D son algo que cada vez está tomando más fuerza en el mercado y en el mundo de la medicina y rehabilitación. Estos dispositivos se están implementando en países de primer mundo en este ámbito como los son Estados Unidos, España y Brasil. Algunas empresas están incursionando en Brasil haciendo prótesis de este tipo para niños con la finalidad de estudiar su funcionalidad y si realmente hay algún cambio en su estilo de vida.
Estas prótesis son impresas como la mayoría de objetos hechos de esta misma forma. Estas impresoras funcionan como las impresoras de chorro de tinta, que en lugar de utilizar tinta, depositan el material deseado (ya sea resina o cualquier tipo de plástico) en una serie de capas sucesivas para crear un objeto procedente de un formato digital. Los dentistas usan impresoras 3D para crear réplicas de quijadas y dientes, así como otros implantes médicos.
Su aplicación se ha manifestado más por necesidad que por el ego y el reconocimiento. Un ejemplo de esto es el hecho de que la impresión en 3D permitió salvar a tres bebés que sufrían de las vías respiratorias, con un riesgo permanente de morir asfixiados. También se utilizó en Nueva York para la reconstrucción facial de un hombre. En países europeos como Francia, se está pensando en utilizar la bioimpresión para hacer tejidos o partes de tejidos celulares (piel, córnea…) para implementarlos en operaciones delicadas o con gran riesgo.
Las prótesis impresas en 3D han aparecido poco a poco metiéndose en el mercado prostético con gran facilidad ya que aportan al paciente una gran movilidad gracias al manejo de materiales, haciéndolas muy resistentes para soportar el peso y hasta golpes sin dejar de lado la facilidad de su manejo ya que son muy ligeras.
Dejando un poco de lado las ventajas físicas del dispositivo, estas prótesis son relativamente económicas ya que cuestan aproximadamente entre ⅓ y ¼ de las convencionales.
Retomando esto, es necesario destacar los beneficios que aportan estos dispositivos y el cómo cambiarían el estilo de vida de muchas personas haciéndolas mucho más independientes y funcionales para la sociedad con ayuda de la tecnología y que sin duda es uno de los factores y será un parteaguas para el futuro de la medicina y las bioingenierías.
Las prótesis impresas en 3D son algo revolucionario que sin duda debe de estar al alcance de todos por sus beneficios físicos y estructurales, así como por su costo y la ayuda que aportarían a todas las personas que las necesiten.